# Congressional Budget and Impoundment Control Act
Der Congressional Budget and Impoundment Control Act ist ein Bundesgesetz der Vereinigten Staaten, das die Rolle des Kongresses in der Erstellung des Haushaltsplans festlegt.

## Verfahren zur Festlegung des Haushaltsplans
Die ersten neun Abschnitte des Gesetzes, zusammenfassend auch als Congressional Budget Act of 1974 bezeichnet, legen das Verfahren zur Festlegung des Haushaltsplans fest. Der zweite Abschnitt schreibt die Schaffung des Congressional Budget Office vor. Der dritte Abschnitt beschreibt das Beschlussfassungsverfahren für den Haushaltsplan, eine Concurrent Resolution, die als Entscheidungsgrundlage für die Zuteilung finanzieller Mittel verwendet wird und nicht der Zustimmung des Präsidenten bedarf. Mithilfe besonderer parlamentarischer Mittel kann die Einhaltung des Haushaltsplans während des Zuteilungsverfahrens erzwungen und die Verabschiedung der dazu nötigen Gesetze beschleunigt werden.
Diese Abschnitte wurden seit ihrer ersten Verabschiedung wiederholt geändert, so zum Beispiel durch den Balanced Budget and Emergency Deficit Control Act of 1985 und den Budget Enforcement Act of 1990. Die Vorgaben des ursprünglichen Gesetzes sind aber bis heute erhalten geblieben.

## Zurückhalten von Mitteln
Der zehnte Abschnitt des Gesetzes gibt dem Präsidenten die Möglichkeit den Kongress zu bitten, bestimmte zugeteilte Mittel nicht zu verwenden. Wenn der Senat und das Repräsentantenhaus dieser Bitte nicht innerhalb von 45 Tagen zustimmen, müssen die Gelder dem vorgesehenen Zweck zugeführt werden. Dem Kongress steht es frei, ob er über diese Bitten eine Abstimmung durchführt, in den meisten Fällen hat er sie bisher ignoriert.
Diese Regelung wurde als Antwort auf die wiederholte Weigerung Präsident Nixons, bewilligte Mittel zu verwenden, eingeführt.
Als Gegenreaktion wurde wiederholt aber bisher erfolglos ein Line-Item-Veto vorgeschlagen, das dem Präsidenten ermöglichen würde, bestimmte Ausgabeposten aus Gesetzen zu streichen. Ein Bundesgesetz, das diese Möglichkeit vorsah, wurde 1998 im Urteil zum Fall Clinton v. City of New York vom Obersten Gerichtshof für verfassungswidrig erklärt.